# Vandjala
Vandjala est un village situé dans la commune de Jõelähtme du comté de Harju en Estonie.
Au 31 décembre 2011, le village compte 39 habitants.